# Expédition d'Abdullah ibn 'Atik
L’Expédition de 'Abdullah ibn 'Atik (arabe : عبد الله بن عتيك) aussi connue comme Assassinat de Abu Rafi' ibn Abi Al-Huqaiq (arabe : أبو رافع بن أبي الحُقَيْق), survint en décembre, 624AD,,,,